# Xque
Le Xque, également stylisé Xque?, ou Xquè, est une discothèque de musique électronique espagnole. Elle est initialement inaugurée et localisée à Calella de Palafrugell, Palafrugell, dans la province de Gérone. Inaugurée en 1992, le nom de la discothèque est empruntée par ses résidents, dont David « Pastis » Àlvarez et David « Buenri » Pàmies, et divisé en une série de compilations et de morceaux musicaux. Cherchant à faire connaître la discothèque, les résidents étaient généralement accompagnés de leur chanteuse attitrée, Rebeca Jimenez.
Xque est considéré par la presse spécialisée, principalement espagnole, comme l'une des discothèques les plus populaires de son temps,, qui verra passer des artistes locaux notoires tels que Nando Dixkontrol et Paco Pil. Xque ferme ses portes en 2007. Il ouvre temporairement en 2010 à Olot, avant de fermer un an plus tard en 2011.

## Histoire

### Inauguration et débuts
La discothèque Xque est implantée à Calella de Palafrugell, Palafrugell, et inaugurée en 1992. Elle diffuse originellement de nombreux morceaux disco-funk, jusqu'à l'arrivée du disc jockey résident Oskar Mad qui le changera radicalement pour de la hard trance, et plus tard de la makina. Xque signifie por qué en castillan, per què en catalan, et se traduit par « pourquoi » ou « quoi » en français. Géographiquement, la discothèque se situait proche la frontière française, facilitant ainsi la venue de nombreux français venus assister aux soirées makina.
En 1995, David « Pastis » Alvarez abandonne la salle Pont Aeri pour former un tandem d'abord avec Oskar Mad et plus tard avec DJ Sek pour les sessions du Xque. En 1996, il atterrit définitivement au Xque, et c'est aussi à cette époque que David « Buenri » Pamies le rejoint, lui aussi venu de Pont Aeri. C'est à ce moment que commence la course au succès du duo Pastis y Buenri dans la salle de Palafrugell. À partir de ce moment, la salle s'intéresse de plus en plus à la production musicale en guise de prolongement pour son nouveau style. Toujours en 1996, ils sortent au grand jour leurs premières créations en vinyles chez Max Music. En 1999, ils commencent à travailler avec leur nouveau label Tempo Music.

### Popularité
En 1997, la discothèque diffuse presque exclusivement de la makina, à 95 % du temps. En 1999, Gerard Requena participe au sixième volet du Xque, dont l'EP éponyme est publié au label Uptempo. C'est cette même année que la discothèque recense le plus de sessions et sorties discographiques, dont la compilation Tercer Volum qui est à 100 % makina.
En 2002, ils changent encore de label pour Bit Music. La makina étant en déclin durant cette période, la discothèque décide de lancer son propre label discographique appelé Xque Records. Ce label aide à la reprise modérée du style musical entre 2004 et 2005. Néanmoins, les EP publiés par le label divisent les puristes et makineros qui assisteront à une évolution du genre. Cette évolution, qui a émergé en 2002, sera surnommée « makina evolutiva ». Xque effectue également des mixsets intégrant d'autres styles liés à la techno hardcore tels que le gabber, le hardstyle, et le UK hardcore. Ils reçoivent un très bon accueil, un son frappant, avec des basses agressives, et des mélodies sombres plus dans le style de Pastis. Il y aura aussi une production de hardstyle nationale, plus communément appelée évolutive, avec la particularité d'être fixée à des vitesses plus adéquates pour mixer à 180 ou 190 BPM. Le hardstyle se caractérise par un rythme tranchant et un contretemps, le tout mixé avec de la makina qui a toujours caractérisé la marque de fabrique de la salle.

### Déclin
En 2006, la makina est en pleine déroute, absorbée par la solidification de genres électroniques émergents en Espagne tels que le chill-out et l'ambient. En 2007, le Xque ne diffuse que 25 % de makina, très loin des 95 % qui ont fait sa popularité en 1997. Cette même année, des rumeurs courent selon lesquelles la discothèque fermerait ses portes ; son directeur, Juan Mateu, confirme ces rumeurs expliquant en janvier qu'ils devront limiter leurs activités.
Le 21 juillet 2007, le jour même de son quinzième anniversaire, le Xque ferme ses portes, à la suite de problèmes internes entre les DJs résidents Pastis et Buenri et le directeur de la discothèque, réunissant plus de 10 000 spectateurs pour une toute dernière soirée devenue une réussite. Le dernier morceau diffusé dans la salle est la version romantique du morceau Thank You produit par la discothèque, un thème bien choisi puisque les paroles remercient tous les xquesianos (amateurs de la discothèque Xque) d'avoir soutenu la salle et leurs DJs depuis ses débuts. Après la fermeture du Xque, une nouvelle discothèque spécialisée dans la musique électronique, appelée Insomnia Old School, ouvre ses portes.
Rétrospectivement, le Xque reste la salle la plus importante et la plus charismatique de la scène makina catalane. Après la fermeture du Xque, les auditeurs pouvaient retrouver Buenri à l'Activa de Mataró (dans la banlieue de Barcelone) avec à ses côtés Javi Tracker, DJ Al-Fredo et K-Rlos DJ, gagnants des concours Xque sans oublier Neno y Perik (ancien résidents de la discothèque 8pussy), et T-Ty y Kullere (ancien résidents de la discothèque Psicosis)[réf. nécessaire].

### Retour temporaire
En 2010, le 25 septembre, l'appellation Xque encore d'activité est utilisée pour qu'un nouveau local ouvre ses portes à Olot. Ce même jour, le nouvel équipement de la salle est inauguré. Le design de la boîte est exactement le même que celui de l'ancien (du point de vue décoration et cabine des DJs). Le Xque refait parler de lui dans toute la Catalogne, et les makineros voient ça comme une très bonne nouvelles malgré le fait que Pastis et Buenri ne soient pas les résidents. Les nouveaux DJs sont Juan Cruz, Joan Creus, Fran Bit ainsi que Sepi y Bull. 
Mais cette discothèque est rapidement laissée par les makineros puisqu'en avril 2011, le Xque revient dans sa ville natale, Gerone, à la place de l'ancienne discothèque le Blau avec l'envie de rebâtir. Le 25 décembre 2010, Pastis rejoint le Xque après avoir cessé ses activités avec l'Activa, laissant Buenri tout seul jusqu'à la fermeture le 31 décembre 2010. En faisant ce choix, le duo le plus important de la makina semble disparaître pour des raisons encore inconnues. Le 5 janvier 2011, Pastis revient mixer au Pont Aeri lors d'une soirée spéciale, plus de 15 ans après son dernier passage.

## Discographie

### EP
- 1996 : Xque vol. 1 : Melody of Pastis, Oskar and Sek Experience, The World of Buenri ; Pastis y Buenri - Pildo
- 1997 : Xque vol. 2 : Xque vol. 2, Second Lesson, Next Lesson ; Xque vol. 3 - I Have a Dream, Base Cara B ; Pastis y Buenri - Attack, In Vino Veritas
- 1998 : Xque vol. 4 - Xque vol. 4, Maniacs
- 1998 : Xque vol. 5 - Xque vol. 5
- 1998 : Pastis y Buenri - Adrenalin
- 1999 : Xque vol. 5 - Remix '99
- 2000 : Xque vol. 6 - Xque vol. 6
- 2001 : Xque vol. 7 - Thank You
- 2002 : Xque vol. 8 - Beautiful Day/When I Sleep
- 2002 : Pastis y Buenri - I'm Sailing
- 2003 : Xque Special Remixes Vol. 1 - Torn
- 2003 : Buenri vs. Ruboy - Curare
- 2004 : Xque vol. 9 - Killing My Heart
- 2004 : Xque Special Remixes vol. 2 - Wonderwall
- 2004 : Pastis y Buenri - Stripped Remix
- 2005 : Xque vol. 10 - Amazing Time
- 2005 : Xque Special Remixes vol. 3 - Going Under
- 2006 : Xque Special Remixes vol. 4 - Rendez-Vous II
- 2006 : Pastis vs. David Traya - Dark Spirit
- 2012 : Xque vol. 11 - Xque? (BCN Records)

### Compilations
- Dance Sessions I
- Dance Sessions II
- Professional DJ's vol. 1
- Professional DJ's vol. 2
- Professional DJ's vol. 3
- Professional DJ's vol.4
- Revival Sessions vol.1
- Revival Sessions vol. 2
- Catedrales del Techno vol. 1
- Catedrales del Techno vol. 2
- Heroes del Tekno vol. 3
- Heroes del Tekno vol. 4
- Alta velocidad
- Megaaplec Dance I
- Pastis y Buenri - Tercer Volum (1997)
- The Rave Master vol. 5 - Live at Xque
- Pastis y Buenri presentan Xque Compilation 98
- Xque Compilation 99
- Xque Compilation 2000
- Xque Compilation 2001
- Xque Compilation 2003
- Xque Compilation 2004
- Xque Compilation 2005 in Live
- Xque The Best Sessions Live 2006
- Xque Compilation 2007 in Live
- Xque by Pastis and Buenri Live 2007
- Xque Remember 2003
- Xque Remember Live 2006 Old Gold
- Xque: The History 2002
- Pastis y Buenri Live at Xque
- Pastis y Buenri - The New Project
- Pastis y Buenri 2001 - Control Your Mind
- Pastis y Buenri - Threedimensional
- Pastis y Buenri - La Guerra de los Deejays
- Pastis y Buenri - Makina o Muerte